# محمد حمص
محمد حمص (مواليد 1 يناير 1979م) هو لاعب كرة قدم مصري معتزل قضى معظم مسيرته كلاعب مع نادي الإسماعيلي، وبعده إنتقل لوادي دجلة.
لعب حمص منذ 1995م في النادي الإسماعيلي إلى أن انتقل لنادي وادي دجلة في يونيو 2014 في صفقة انتقال حر. ولكنه لم يستمر مع فريقه الجديد سوى موسم واحد وبعدها أعلن اعتزاله كرة القدم في يوليو 2015.
على الصعيد الدولي، سجل حمص هدفًا شهيرًا لمنتخب مصر في شباك المنتخب الإيطالي ببطولة كأس العالم للقارات لعام 2009م في المباراة انتهت بفوز مصر وحصل فيها على لقب أفضل لاعبيها.